# Movimento Madeira-Autonomia
O MMA-Movimento Madeira-Autonomia foi criado em dezembro de 2012 pelos autonomistas Miguel Luís da Fonseca , Rui Caetano e Aires Pedro. Posteriormente, juntaram-se vários autonomistas ao seu manifesto, tais como Carolina Dionísio, Rui Nepomuceno, Cláudio Pestana, Eduardo Freitas, Margarida Neves, José Maurício Rodrigues, entre outros. Foi registado oficialmente em 2013.

## História

### Génese
O movimento inicia-se como movimento cívico com intuito de defesa da Autonomia, tal como indicavam os pontos essenciais no seu manifesto:
1.	A Autonomia é a pedra de toque e o aval necessário à coesão entre todos os portugueses.
2.	Pacto democrático e partidário interno para a negociação com a República submetido a referendo.
3.	Reforço das competências constitucionais e estatutárias, com novo Estatuto e potenciação negocial dos nossos recursos e da nossa posição geoestratégica no concerto nacional e europeu.
4.	Recusa intransigente do retorno a um passado de submissão ao centralismo imperial e antidemocrático que sempre se exerceu em prejuízo da coesão nacional; defesa férrea e inabalável da assembleia legislativa.
5.	Convite à participação cívica em defesa dos interesses da Madeira e da sua Autonomia e recusa de qualquer situação de gueto.
Já após a sua constituição, enquanto associação, teve como objeto dinamizar atividades cívicas no espaço regional e nacional e promover os valores democráticos de defesa da Autonomia política das Regiões Autónomas e bem assim a defesa da descentralização do país, nomeadamente a regionalização administrativa do Continente.

### Percurso
O Movimento Madeira-Autonomia realizou diversas atividades cívicas, promoveu encontros com figuras de relevo regional e nacional sobre assuntos da autonomia.
Arguiu junto do Provedor Europeu de Justiça contra a discriminação de que era alvo o Centro Internacional de Negócios da Madeira face a outros congéneres europeus. No processo de afirmação pública das suas causas,  reuniu com o Representante da República na Região Autónoma da Madeira, Dr. Ireneu Barreto;  com o então Presidente do Governo Regional, Dr. Alberto João Jardim; com o vice-Presidente do parlamento madeirense; com delegações de todos os grupos parlamentares da Assembleia Legislativo.
Auscultou várias empresas internacionais sobre as pesquisas dos mares da nossa [[Zona Económica Exclusiva.
Elaborou documentos de vária índole, nomeadamente uma proposta de uma  da Lei Nacional de Meios.
Teve audiências com os cônsules da Venezuela  e da África do Sul para conhecimento da situação e defesa das comunidades madeirenses nesses países, bem como para propor o Português como uma das línguas oficiais na África do Sul.
Nos 500 anos da Diocese do Funchal, reuniu com o propósito de promover os 500 anos da maior diocese global.
Posteriormente, contactou as Câmaras Municipais  do Funchal de Ponta Delgada para a sua integração na União das Cidades Capitais Luso-Afro-Américo-Asiáticase criou as condições junto deste organismo  para aceitação das duas cidades, caso a Câmara Municipal do Funchal e de Ponta Delgada formalizem as respetivas  candidaturas .
Apresentou  argumentos e factos junto do Governo Regional para defender o bordado Madeira como património imaterial da humanidade pelo UNESCO.
A Associação realizou diversos debates sobre a autonomia regional, desde o Dr. Rui Nepomuceno, Dr. Virgílio Pereira, Dr. Rui Barreto e outros.
Realizou ainda  diligências junto de diversas regiões e estados autónomas ligados à lusofonia, como como a Ilha do Príncipe, Ceuta, Galiza, Goa, Açores, e naturalmente a Madeira, para formarem um assembleia parlamentar de regiões lusófonas. O parlamento madeirense e o parlamento do Príncipe mostraram abertura e disponibilidade. O processo de contacto com estas regiões continuará até a sua concretização.
Também realizou diligências junto da Presidência da República Portuguesa para garantir a defesa da Autonomia e também da coesão nacional.
No momento da crise da Catalunha, o Movimento enviou uma missiva expressando solidariedade com o povo da Catalunha.

## Órgãos[10]

### Assembleia Geral
Presidente: Rui Nepomuceno
Vice-Presidente: José Maurício Rodrigues
Secretário: Vieira Cravo

### Conselho Fiscal
Presidente: Sancho Gomes
Vice-Presidente: Paulo Freitas
Relator: Paulo Farinha

### Direção
Presidente: Eduardo Freitas
Vice-Presidente: Nádia Vieira
Vogal: Margarida Neves